# Alexander von Lüdinghausen
Alexander von Lüdinghausen († 17. August 1314) war Dompropst im Domkapitel Münster.

## Leben und Wirken
Alexander von Lüdinghausen entstammte dem uralten westfälischen Adelsgeschlecht von Lüdinghausen. Er war zunächst als Pfarrer in Lüdinghausen tätig, bevor er Kanonikus in St. Mauritz in Münster wurde. In dieser Funktion beurkundete er am 3. April 1287 einen Verzicht der Ritter Hermann und Bernhard von Münster auf ihre Rechte am Hof Kampwordesbeke zugunsten des Stifts Mauritz.
Am 13. November 1293 beurkundete er als Dechant in St. Mauritz mit dem Ritter Hermann von Lüdinghausen eine Vertragsangelegenheit. Vier Jahre später, am 21. September 1297 wurde er erstmals als Propst von St. Mauritz genannt. Nach einer Auseinandersetzung mit dem Dechanten und den Kanonikern wegen vorenthaltener Pfründe gab er am 9. Januar 1313 dieses Amt auf und wurde Dompropst. Nur eine kurze Zeit in diesem Amt, starb er bereits am 17. August 1314. Am 19. August war sein Nachfolger Gottfried von Arnsberg im Amt.